# Каліфорнія-Сіті (Каліфорнія)
Каліфорнія-Сіті (англ. California City) — місто (англ. city) в США, в окрузі Керн штату Каліфорнія. Населення — 14 973 особи (2020).

## Географія
Каліфорнія-Сіті розташована за координатами 35°9′16″ пн. ш. 117°51′32″ зх. д. / 35.15444° пн. ш. 117.85889° зх. д. (35.154574, -117.858854).  За даними Бюро перепису населення США в 2010 році місто мало площу 527,40 км², з яких 527,12 км² — суходіл та 0,28 км² — водойми.

## Демографія
Згідно з переписом 2010 року, у місті мешкало 14 120 осіб у 4102 домогосподарствах у складі 2897 родин. Густота населення становила 27 осіб/км².  Було 5210 помешкань (10/км²).
Расовий склад населення:
| - 65,1 % — білих - 15,2 % — чорних або афроамериканців - 2,6 % — азіатів - 0,9 % — корінних американців - 0,4 % — вихідців з тихоокеанських островів - 10,1 % — осіб інших рас |

До двох чи більше рас належало 5,6 %. Частка іспаномовних становила 38,1 % від усіх жителів.
За віковим діапазоном населення розподілялося таким чином: 24,4 % — особи молодші 18 років, 67,2 % — особи у віці 18—64 років, 8,4 % — особи у віці 65 років та старші. Медіана віку мешканця становила 34,8 року. На 100 осіб жіночої статі у місті припадало 144,0 чоловіків;  на 100 жінок у віці від 18 років та старших — 160,1 чоловіків також старших 18 років.
Середній дохід на одне домашнє господарство  становив 60 853 долари США (медіана — 54 245), а середній дохід на одну сім'ю — 63 988 доларів (медіана — 58 209). Медіана доходів становила 61 184 долари для чоловіків та 36 696 доларів для жінок. За межею бідності перебувало 22,8 % осіб, у тому числі 35,4 % дітей у віці до 18 років та 11,1 % осіб у віці 65 років та старших.
Цивільне працевлаштоване населення становило 3914 особи. Основні галузі зайнятості: публічна адміністрація — 21,8 %, освіта, охорона здоров'я та соціальна допомога — 15,5 %, роздрібна торгівля — 12,7 %, науковці, спеціалісти, менеджери — 10,4 %.